# Správní obvod obce s rozšířenou působností Turnov
Správní obvod obce s rozšířenou působností Turnov je od 1. ledna 2003 jedním správních obvodů rozšířené působnosti obcí v Libereckém kraji. Většina území správního obvodu se nachází v okrese Semily, menší části pak v okresech Liberec a Jablonec nad Nisou. Celkově čítá 36 obcí. Správní obvod obce s rozšířenou působností Turnov je od 1. ledna 2021, kdy vešel v účinnost zákon č. 51/2020 Sb., o územně správním členění státu, jedinou výjimkou ve skladebnosti z obecného územně správního členění Česka, neboť zasahuje do tří okresů.
Město Turnov je zároveň obcí s pověřeným obecním úřadem, přičemž oba správní obvody jsou územně totožné.

## Seznam obcí
Poznámka: Města jsou vyznačena tučně. Pokud není za názvem obce uveden okres, spadá tato obec do okresu Semily.
- Čtveřín (okres Liberec)
- Holenice
- Hrubá Skála
- Jenišovice (okres Jablonec nad Nisou)
- Kacanovy
- Karlovice
- Klokočí
- Kobyly (okres Liberec)
- Ktová
- Lažany (okres Liberec)
- Loučky
- Malá Skála (okres Jablonec nad Nisou)
- Mírová pod Kozákovem
- Modřišice
- Ohrazenice
- Olešnice
- Paceřice (okres Liberec)
- Pěnčín (okres Liberec)
- Přepeře
- Příšovice (okres Liberec)
- Radimovice (okres Liberec)
- Radostná pod Kozákovem
- Rakousy
- Rovensko pod Troskami
- Soběslavice (okres Liberec)
- Svijanský Újezd (okres Liberec)
- Svijany (okres Liberec)
- Sychrov (okres Liberec)
- Tatobity
- Troskovice
- Turnov
- Vlastibořice (okres Liberec)
- Všeň
- Vyskeř
- Žďárek (okres Liberec)
- Žernov

Do konce roku 2020 byla součástí správního obvodu také obec Frýdštejn.

## Obyvatelstvo
| Rok  | Obyv.  | ± %    |
| ---- | ------ | ------ |
| 1869 | 32 033 | —      |
| 1880 | 32 967 | +2,9 % |
| 1890 | 35 918 | +9 %   |
| 1900 | 36 008 | +0,3 % |
| 1910 | 36 962 | +2,6 % |

| Rok  | Obyv.  | ± %     |
| ---- | ------ | ------- |
| 1921 | 35 287 | −4,5 %  |
| 1930 | 37 073 | +5,1 %  |
| 1950 | 30 510 | −17,7 % |
| 1961 | 30 773 | +0,9 %  |
| 1970 | 30 277 | −1,6 %  |

| Rok  | Obyv.  | ± %    |
| ---- | ------ | ------ |
| 1980 | 30 835 | +1,8 % |
| 1991 | 29 915 | −3 %   |
| 2001 | 30 093 | +0,6 % |
| 2011 | 31 526 | +4,8 % |
| 2021 | 32 558 | +3,3 % |